# おおいたトイレンナーレ
おおいたトイレンナーレ2015は、大分県大分市で2015年7月18日から同年9月23日まで開催されたトイレを題材にした現代美術展である。16組のアーティストによる14か所のトイレが出展された。

## 概要
おおいたトイレンナーレは、2013年度から2015年度の間に商店街の店舗や公共施設などのトイレを改造して15点程度の現代美術の作品を制作し、2015年に美術展を開催するものである。同年春にはJR九州大分駅ビルが完成して大分県立美術館が開館するなど、大分市市街地は大きく変化しており、この企画は大分市中心部に人を呼ぶ込むことを目的としている。
トイレンナーレは、3年に一度開催される美術展覧会を意味するトリエンナーレとトイレから作られた造語で、大分市によって商標登録されている（商標登録第5622407号）。

## 展示作品
- つぎの世界のすぐ手前[4][5]
  - アーティスト - 岡田利規
  - 制作年 - 2015年

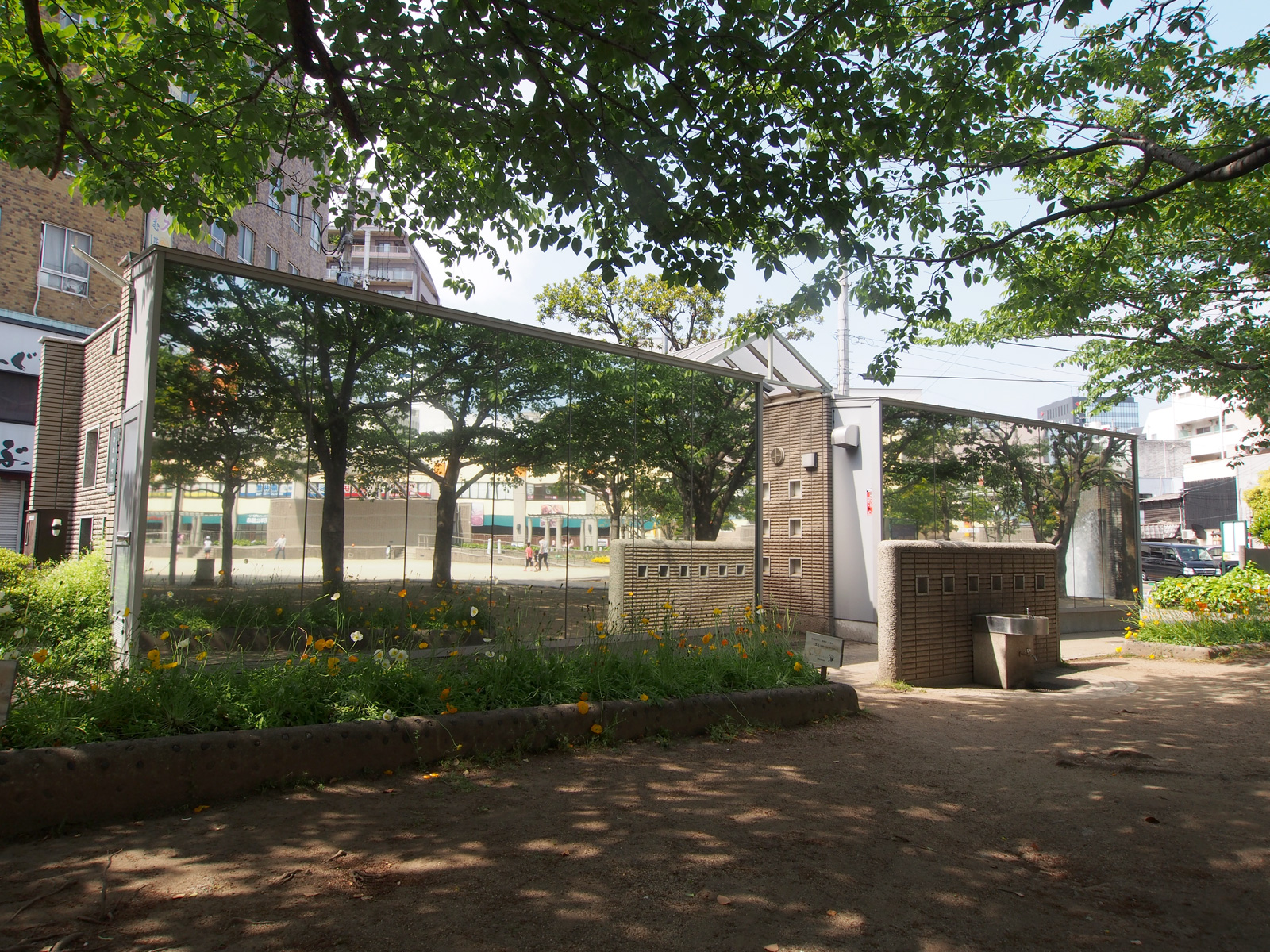
トイレのラクガキ（若草公園）

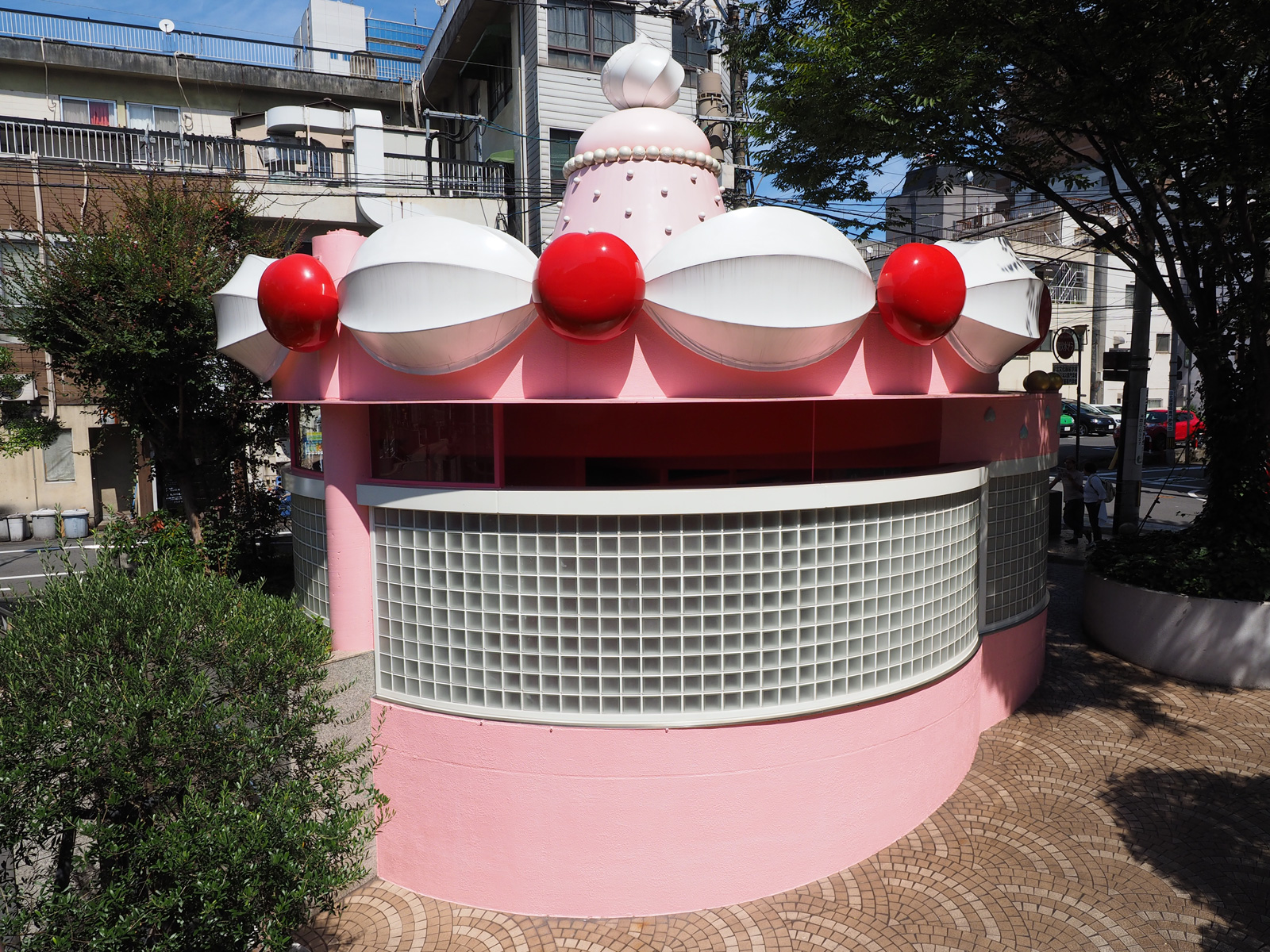
メルティング・ドリーム（ふないアクアパーク）

  - 場所 - 府内中央ビル1階（大分市府内町1丁目6-27）
  - 時間 - 常時
- 北風と太陽~考えたってしょうがないじゃん~
  - アーティスト - 川崎泰史
  - 制作年 - 2013年
  - 場所 - wazawazaビル2階（大分県大分市中央町3丁目5-16）
  - 時間 - 8:00-22:00
- 色、カタチ、生命／letter~酔狂~
  - アーティスト - SUIKO
  - 制作年 - 2013年
  - 場所 - the bridge（大分市中央町3丁目3-19）
  - 時間 - 11:00-23:00
- トイレのラクガキ
  - アーティスト - トーチカ
  - 制作年 - 2013年
  - 場所 - 若草公園（大分市中央町2丁目4）
  - 時間 - 常時（上映は17:30-0:00）
  - ナガタタケシとモンノカヅエによる映像制作ユニット「トーチカ」が制作した作品。外壁が高さ3m、幅5mの半透明のガラスになっていて、昼間は鏡のように風景を反射するが、夜間には事前に撮影した市民が文字やイラストを描く様子が映し出される。
- メルティング・ドリーム
  - アーティスト - 西山美なコ・笠原美希・春名祐麻
  - 制作年 - 2014年
  - 場所 - ふないアクアパーク（大分市府内町2丁目3）
  - 時間 - 常時（照明点灯は日没-0:00）
- UTTM~UsedToysToiletMuseum~
  - アーティスト - 藤浩志
  - 制作年 - 2013年
  - 場所 - iichiko総合文化センター1階（大分市高砂町2-33）
  - 時間 - 7:30-22:30
- Boundary line you’ve made（できちゃった境界線）
  - アーティスト - 藤本隆行（Kinsei R&D）
  - 制作年 - 2015年
  - 場所 - コンパルホール3階（大分市府内町1丁目5-38）
  - 時間 - 10:15-17:45（毎月第2月曜日休館）
- 現代美術史講座「現代アートはどこから来たのか」
  - アーティスト - 眞島竜男
  - 制作年 - 2014年
  - 場所 - 大分フォーラス 5階（大分市中央町1丁目2-7）
  - 時間 - 10:00-20:00
- STEREO PORNO
  - アーティスト - 松蔭浩之
  - 制作年 - 2015年
  - 場所 - 坐（あぐら）（大分市府内町3丁目7-33Bアパートメント3F）
  - 時間 - 19:00-2:30
- 水に流して
  - アーティスト - 松蔭浩之
  - 制作年 - 2015年
  - 場所 - &NEWS（大分市府内町1丁目6-43Bスクウェアビル2F）
  - 時間 - 11:30-19:30
- 旅するトイレ
  - アーティスト - 宮崎勇次郎
  - 制作年 - 2015年
  - 場所 - 二代目与一（大分市中央町2丁目3-7）
  - 時間 - 11:00-21:00（毎月第1・第3月曜日定休）
- 見立線
  - アーティスト - 目
  - 制作年 - 2015年
  - 場所 - モリムラ寝装（大分市中央町1丁目1-13）
  - 時間 - 10:00-17:00
- ソニコ姫の秘蹟その痕跡／ノイズ
  - アーティスト - 安野太郎
  - 制作年 - 2015年
  - 場所 - 大分城址公園（大分市荷揚町4）
  - 時間 - 9:00-21:00
- クロージングイベント「ルーフトップ・メリーゴーランド」
  - Nadegata Instant Party（中崎透+山城大督+野田智子）
  - 場所 - ウイング大分駅前店 屋上駐輪場（大分市中央町2丁目1-1）
  - 時間 - 9月19日-9月23日